# مركز شركة الإعلام الأوروبية
شركة الإعلام الأوروبية المركزية (بالإنجليزية: Central European Media Enterprises)‏ هي شركة مشغلة لمحطات التلفزيون في أوروبا الشرقية. تأسست الشركة عام 1994 من طرف رجل الأعمال الأمريكي رونالد لودر، وتتخذ من برمودا مقرا لها.

## قائمة المحطات التلفزيونية التي تشترك معها الشركة

### بلغاريا
- تلفزيون 2 (80%)
- تلفزيون رينغ (80%)

### كرواتيا
- تلفزيون نوفا

### رومانيا
- تلفزيون أكاسا
- تلفزيون برو
- تلفزيون برو الدولي
- تلفزيون برو سينما
- برو ارينا

### سلوفاكيا
- تلفزيون ماركيزا
- غالاكسي رياضة

### سلوفينيا
- تلفزيون البوب
- قناة أ

### جمهورية التشيك
- تلفزيون نوفا
- غالاكسي رياضة

### أوكرانيا
- استوديو 1+1
- 1+1 الدولية
- سينما (إرسال تلفزيوني)
- سيتي

## وصلات خارجية
- الموقع الرسمي